# Етикет вікторіанської доби у Великій Британії
Вікторіанська доба — це час правління королеви Вікторії у Великій Британії протягом 1837—1901 років. Це період вагомих здобутків в економіці, політиці та культурі, час становлення індустріального суспільства та середнього класу. Цінності, які сповідувала нова верства населення — тверезість, пунктуальність, працьовитість, економність і хазяйновитість, цінувалися і до правління Вікторії, але саме в її епоху ці риси стали нормою. Прикладом була королева: її життя, присвячене родині, відрізнялося від життєвого шляху її попередників. Переважна більшість англійської аристократії та кваліфікована частина робітників взяла приклад з королеви, відмовившись від яскравого способу життя попереднього покоління.

## Вікторіанський кодекс поведінки
Суворі вікторіанські правила були поширені лише серед вищих верств населення і стосувались вони виховання жінки, сімейних стосунків, етикету в світському товаристві. Наприклад, за святковим столом дотримувались принципу «поділу статей»: після завершення трапези жінки виходили, а чоловіки залишались для ведення бесіди.
Прояви почуттів між чоловіком і жінкою категорично заборонялись. Правила повсякденного спілкування рекомендували подружжю при сторонніх звертатись один до одного офіційно.

## Права жінки в вікторіанську епоху
Також жінка вважалася майже безправною, і діти також. Чоловік міг забрати собі всі гроші з зарплатні жінки собі,якщо він досі був її офіційним чоловіком. Вважалося нормальним прийти до роботодавця і сказати <тепер її зарплатню присилайте мені>. При цьому для самої дружини могло нічого не залишитись. При розставанні подружжя діти також залишалась з батьком, матір тут була безправна. 